# Distrito de Ochamchira

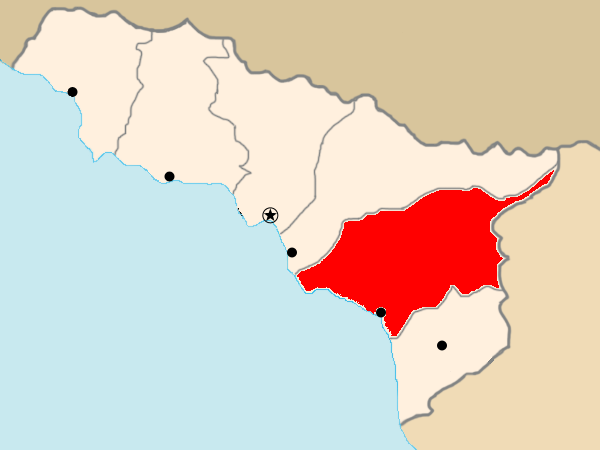
Distrito de Ochamchire en la URSS y en la posterior administración georgiana.

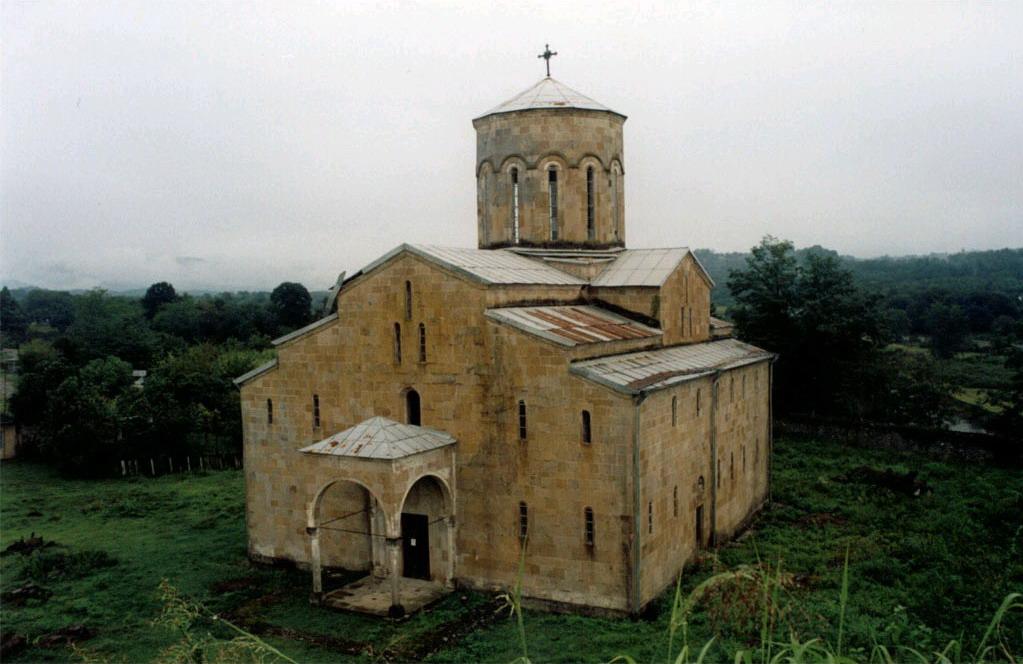
Catedral ortodoxa en el pueblo de Mokva.

El distrito o rayón de Ochamchire (en georgiano: Очамчыра араион; en abjasio: Очамчыра араион; en ruso: Очамчирский район) es un distrito ubicada en el norte de la parcialmente reconocida República de Abjasia, con capital en Ochamchire, aunque de iure pertenece a la República Autónoma de Abjasia como parte de Georgia. Es el distrito ubicado en el centro de Abjasia, entre el distrito de Gulripshi y los distritos de Tkvarcheli y de Gali. El distrito es menor que su epónimo en la subdivisión de Georgia, porque parte de su antiguo territorio es ahora parte del distrito de Tkvarcheli, creado por las autoridades abjasias de facto en 1995.
La población del distrito de Ochamchira, según el censo de 2003, es de 24.639 habitantes, mientras en el censo de 1989 la población total anterior a la segregación de Tkvarcheli, era de 75.338 habitantes, siendo muy afectada por el desplazamiento de refugiados, principalmente georgianos, a raíz de la guerra de Abjasia. La composición étnica de la población en 2003 era de 76,1% de abjasios, 9,2% de georgianos, 8,8% de armenios y 3,8% de rusos. Antes de la guerra de Abjasia, la población abjasia y georgiana estaban igualadas.
La población se concentra principalmente en las llanuras, franjas de tierra al pie de los montes al sur de la garganta de Kodori.
El distrito administrativamente está compuesto por una ciudad y 27 pueblos, y desde el 2007 está gobernado por Daur Tarba

## Historia
La formación estatal más antigua en el territorio de la región de Ochamchira fue Cólquida (siglo XII a. C.). En el sitio de la moderna ciudad de Ochamchira, alrededor del siglo VI a. C. mi. Los colonos griegos fundaron una de las políticas más antiguas de Gyuenos. Desde el siglo II d. C. mi. al siglo VII d. C. mi. el territorio de la región era parte del reino georgiano occidental de Egrisi.
A principios del siglo IX, el reino de Egrisi-Lázica, junto con Abazgia, formaron el reino de Abjasia. Según las crónicas georgianas, el rey León II dividió su reino en ocho principados: Abjasia propiamente dicha, Tsjumi, Bedia, Guria, Racha y Lechhumi, Esvanetia, Argveti y Kutaisi, la región de Ochamchira estaba dentro del ducado de Bedia.
A mediados del siglo X. El reino de Abjasia alcanza la mayor expansión de sus fronteras: cubre todo el oeste y una parte importante del este de Georgia, y en el norte se extiende a lo largo de la costa del Mar Negro hasta la región de la actual Anapa. En el Bajo Kartli, llegó a la ciudad de Samshvilde, y también conquistó la parte sur de Tao-Klarjeti, desde 1008 el reino de Abjasia se ha transformado en el Reino Unificado de Georgia.
A finales del siglo XV, el reino georgiano unido se dividió en cuatro partes: los reinos de Kartli, Kakheti, Imereti y el principado de Samtskhe-Saatabago. El proceso de fragmentación feudal del país se agravó, y dentro del reino de Imereti se formaron los principados de Guria, el principado de Abjasia y el principado de Megrelia.
Hasta principios del siglo XVIII, la región de Ochamchira era territorio del principado megreliano de los dadianos, pero tras la muerte de Levan II Dadiani (1657), el principado megreliano se estaba debilitando rápidamente. A finales del siglo XVII, se produjo una agitación en el principado, que provocó la pérdida de muchos nobles y príncipes de sus pueblos ancestrales, y para los príncipes gobernantes de Dadiani, esta situación se convirtió en el exilio. El poder fue usurpado por la noble cortesana Katsia Chikovani. La nobleza no aceptó su poder y se inició un enfrentamiento, que terminó con la aprobación del hijo de Cacio Jorge IV Lipartiani en la posesión principesca, que tomaría el apellido de los gobernantes de Dadiani. Sorek Sharvashidze, un representante de la familia gobernante de Abjasia, se unió a la lucha por el trono principesco de Megrelia, logró el éxito y tomó posesión del territorio de la tierra de Megrelia hasta el río Galidzga (casi toda la región moderna de Ochamchira). Shervashidze capturó Bedia y después de 1683 avanzó hacia el río Inguri.[8] Los reyes imeretianos, preocupados por el fortalecimiento y el avance de los príncipes abjasios Shervashidze (Chachba), hicieron las paces con los príncipes megrelianos Dadiani y mediante esfuerzos conjuntos en 1702 detuvieron a Shervashidze (Chachba). Pero la frontera oriental de Abjasia desde este año sigue siendo Enguri. Dado que Shervashidze no logró capturar el resto de Megrelia, el territorio hasta Inguri pronto fue declarado parte de Abjasia, desde entonces y hasta el día de hoy, la región de Ochamchira es parte de Abjasia.
El distrito se encuentra principalmente en el territorio de la región histórica de Abzhua, que es el lugar de formación y residencia compacta de los abjasios abzhui, hablantes del dialecto abzhui del idioma abjasio. Hay 3 pueblos armenios y 3 mingrelianos en la región, el resto de los pueblos son predominantemente abjasios.
El distrito de Ochamchira de la República de Abjasia se formó en 1995 en parte del territorio de la antigua región de Ochamchira de la RASS de Abjasia (el territorio de la antigua región de la ASSR soviética sin los pueblos de Agubedia y Tkvarcheli) y parte del territorio del antiguo distrito de Gali de la URSS abjasia (los pueblos de Achigvara, Shesheleti y Gvada). Hasta la batalla del valle Kodori de agosto de 2008, algunas partes montañosas del distrito estaban en poder de Georgia, formando parte de la Alta Abjasia.
En el territorio de la región, de acuerdo con el gobierno de Abjasia, la empresa rusa Rosneft está realizando trabajos de exploración y prospección.

## Demografía
La población del distrito tuvo grandes crecimientos en el siglo XX mientras fue parte de la Unión Soviética. Sin embargo, cuando estalló la guerra en Abjasia, se produjo un colapso en la población con la pérdida de más de 50.000 personas (que huyeron de Abjasia o murieron durante el conflicto armado), un 67% de la población de entonces.
| Gráfica de evolución demográfica de Distrito de Ochamchira entre 1926 y 2020 |
|                                                                              |

Tras la guerra en Abjasia se produjo un cambio drástico en la composición poblacional. Los georgianos eran el grupo mayoritario antes de la guerra y tras ella, pasaron a ser dominantes los abjasios. Los georgianos pasaron de suponer el 43,9% de la población a un mínimo 9,5%; este fenómeno se denomina en muchas ocasiones como la limpieza étnica de georgianos en Abjasia.
|              | 1979      | 1979       | 2011      | 2011       |
| Grupo étnico | Población | Porcentaje | Población | Porcentaje |
| ------------ | --------- | ---------- | --------- | ---------- |
| Georgianos   | 31 047    | 43,9%      | 2367      | 9,5%       |
| Abjasios     | 28 027    | 39,7%      | 19 328    | 77,7%      |
| Rusos        | 4129      | 5,8%       | 967       | 3,9%       |
| Ucranianos   | 695       | 1%         | 74        | 0,3%       |
| Armenios     | 5698      | 8,1%       | 1647      | 6,6%       |
| Griegos      | 179       | 0,3%       | 58        | 0,2%       |
| Total        | 70 681    | 100%       | 24 868    | 100%       |

La mayoría de la población del distrito son abjasios. Los armenios son sólo mayoritarios en Arakichi (93,8%), Labra (90,1%) y Somjuri Atara (56,4%). También se encuentran algunos pueblos con mayoría de georgianos, tal y como Shesheleti (90,9%) o Achigvara (83,1%).
|                              | 2011       | 2011       | 2011      | 2011       | 2011      | 2011       | 2011      | 2011       | 2011       | 2011       | 2011      | 2011       | 2011      |
|                              | Georgianos | Georgianos | Abjasios  | Abjasios   | Rusos     | Rusos      | Armenios  | Armenios   | Ucranianos | Ucranianos | Griegos   | Griegos    | Total     |
| Población                    | Población  | Porcentaje | Población | Porcentaje | Población | Porcentaje | Población | Porcentaje | Población  | Porcentaje | Población | Porcentaje | Población |
| ---------------------------- | ---------- | ---------- | --------- | ---------- | --------- | ---------- | --------- | ---------- | ---------- | ---------- | --------- | ---------- | --------- |
| Ochamchire                   | 548        | 10,4%      | 3840      | 72,7%      | 526       | 10%        | 164       | 3,1%       | 28         | 0,5%       | 38        | 0,7%       | 5280      |
| Kutoli                       | 35         | 1,6%       | 2104      | 96,5%      | 31        | 1,3%       | 1         | 0,1%       | 3          | 0,1%       | 1         | 0,1%       | 2181      |
| Chlou                        | 53         | 3,3%       | 1535      | 95,4%      | 11        | 0,7%       | -         | -          | 2          | 0,1%       | -         | -          | 1609      |
| Merkula                      | 72         | 4,7%       | 1316      | 85,5%      | 84        | 5,5%       | 23        | 1,5%       | 10         | 0,6%       | 4         | 0,3%       | 1539      |
| Pokveshi/Pakuash             | 9          | 0,7%       | 1179      | 88,8%      | 7         | 0,6%       | -         | -          | 3          | 0,2%       | -         | -          | 1202      |
| Adziubzha                    | 62         | 5,8%       | 900       | 84%        | 64        | 6%         | 11        | 1%         | 1          | 0,1%       | 8         | 0,7%       | 1072      |
| Achigvara                    | 858        | 83,1%      | 74        | 7,2%       | 39        | 3,8%       | 22        | 2,1%       | 13         | 1,3%       | 1         | 0,1%       | 1032      |
| Mokvi                        | 60         | 6,4%       | 798       | 85%        | 40        | 4,3%       | 8         | 0,9%       | 1          | 0,1%       | 1         | 0,1%       | 939       |
| Arakichi                     | -          | -          | 19        | 2,2%       | 18        | 2,1%       | 819       | 93,8%      | 1          | 0,2%       | -         | -          | 873       |
| Beslajuba                    | 52         | 6,3%       | 761       | 90,7%      | 12        | 1,4%       | 1         | 0,1%       | 2          | 0,2%       | 1         | 0,1%       | 839       |
| Gupi                         | 3          | 0,4%       | 806       | 98,5%      | 8         | 1%         | -         | -          | -          | -          | -         | -          | 818       |
| Jgerda                       | 7          | 0,9%       | 698       | 88,2%      | 5         | 0,6%       | 3         | 0,4%       | -          | -          | -         | -          | 791       |
| Kindgi                       | 7          | 1%         | 668       | 94%        | 22        | 3,1%       | 9         | 1,3%       | 4          | 0,6%       | -         | -          | 711       |
| Atara                        | 4          | 0,6%       | 649       | 97,6%      | 5         | 0,8%       | 4         | 0,6%       | 1          | 0,2%       | -         | -          | 665       |
| Tjina                        | -          | -          | 650       | 99,4%      | 3         | 0,5%       | 1         | 0,2%       | -          | -          | -         | -          | 654       |
| Akvaskia                     | 52         | 9%         | 506       | 88%        | 10        | 1,7%       | -         | -          | -          | -          | 1         | 0,2%       | 575       |
| Labra                        | 29         | 5,1%       | 24        | 4,2%       | 2         | 0,4%       | 510       | 90,1%      | 1          | 0,2%       | -         | -          | 566       |
| Tamishi                      | 23         | 4,2%       | 486       | 88,5%      | 20        | 3,6%       | 6         | 1,1%       | -          | -          | 1         | 0,2%       | 549       |
| Reka                         | 45         | 10,3%      | 389       | 88,8%      | 4         | 0,9%       | -         | -          | -          | -          | -         | -          | 438       |
| Jali                         | 30         | 7,1%       | 388       | 91,7%      | 3         | 0,7%       | -         | -          | -          | -          | -         | -          | 423       |
| Arasadziji                   | 1          | 0,2%       | 401       | 98%        | 1         | 0,2%       | -         | -          | -          | -          | -         | -          | 409       |
| Shesheleti                   | 339        | 90,9%      | 20        | 5,4%       | 1         | 0,3%       | 1         | 0,3%       | 1          | 0,3%       | -         | -          | 373       |
| Gvada                        | 3          | 0,8%       | 366       | 98,7%      | 1         | 0,3%       | -         | -          | 1          | 0,3%       | -         | -          | 371       |
| Kochara                      | 21         | 7,6%       | 236       | 85,2%      | 10        | 3,6%       | 1         | 0,4%       | -          | -          | -         | -          | 277       |
| Aradu                        | 7          | 2,8%       | 239       | 94,5%      | 4         | 1,6%       | -         | -          | 1          | 0,4%       | -         | -          | 253       |
| Otapi                        | -          | -          | 183       | 98,9%      | 1         | 0,5%       | -         | -          | -          | -          | -         | -          | 185       |
| Ilori/Elir                   | 47         | 35,1%      | 62        | 46,3%      | 22        | 16,4%      | -         | -          | -          | -          | 1         | 0,7%       | 134       |
| Somjuri Atara/Atara Ermankyt | -          | -          | 31        | 28,2%      | 13        | 11,8%      | 62        | 56,4%      | 1          | 0,9%       | 5         | 4,1%       | 123       |
| Total                        | 833        | 4,7%       | 6057      | 33,6%      | 2048      | 11,4%      | 8430      | 46,8%      | 162        | 0,9%       | 125       | 0,7%       | 18 032    |